# Isenburg (Westerwald)
Isenburg település Németországban, Rajna-vidék-Pfalz tartományban. Lakosainak száma 603 fő (2023. december 31.).

## Népesség
A település népességének változása:
| Lakosok száma | 810  | 617  | 602  | 620  | 620  | 603  |
|               | 1975 | 2017 | 2019 | 2021 | 2022 | 2023 |